# Kyšice (district de Plzeň-Ville)
Pour les articles homonymes, voir Kyšice.
Kyšice (en allemand : Kyschitz) est une commune du district de Plzeň-Ville, dans la région de Plzeň, en République tchèque. Sa population s'élevait à 1 056 habitants en 2022.

## Géographie
Kyšice se trouve à 9 km à l'est du centre de Plzeň et à 78 km au sud-ouest de Prague.
La commune est limitée par Dýšina au nord, par Ejpovice à l'est, par Tymákov et Letkov au sud, et par Plzeň à l'ouest.

## Histoire
La première mention écrite de la localité date de 1336.
Jusqu'à la fin de 2006, la commune faisait partie du district de Plzeň-Nord ; le 1er janvier 2007, elle a été rattachée au district de Plzeň-Ville ainsi que d'autres petits communes proches de Plzeň.

## Galerie

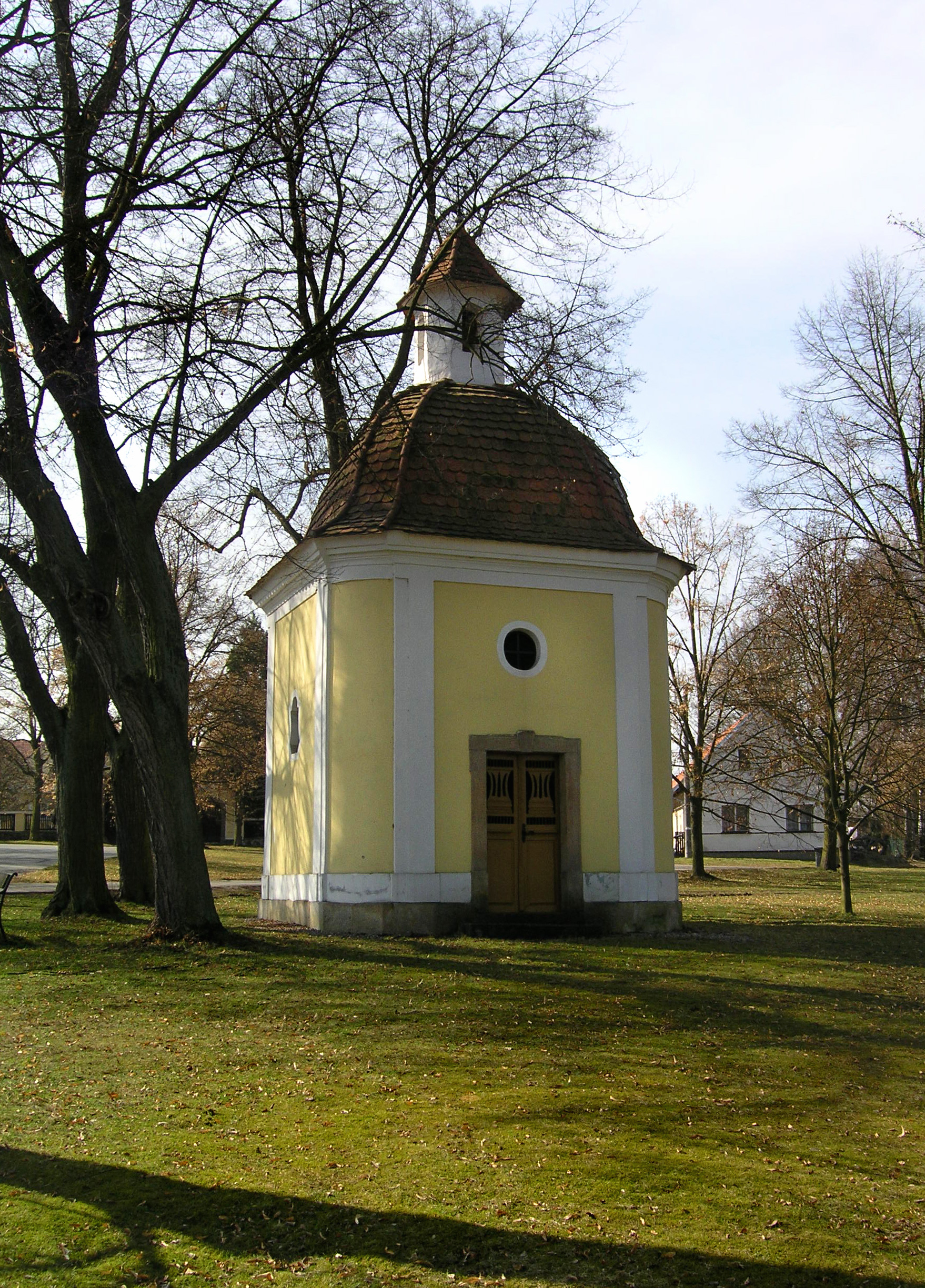
Chapelle à Saint-Laurent à Kyšice.
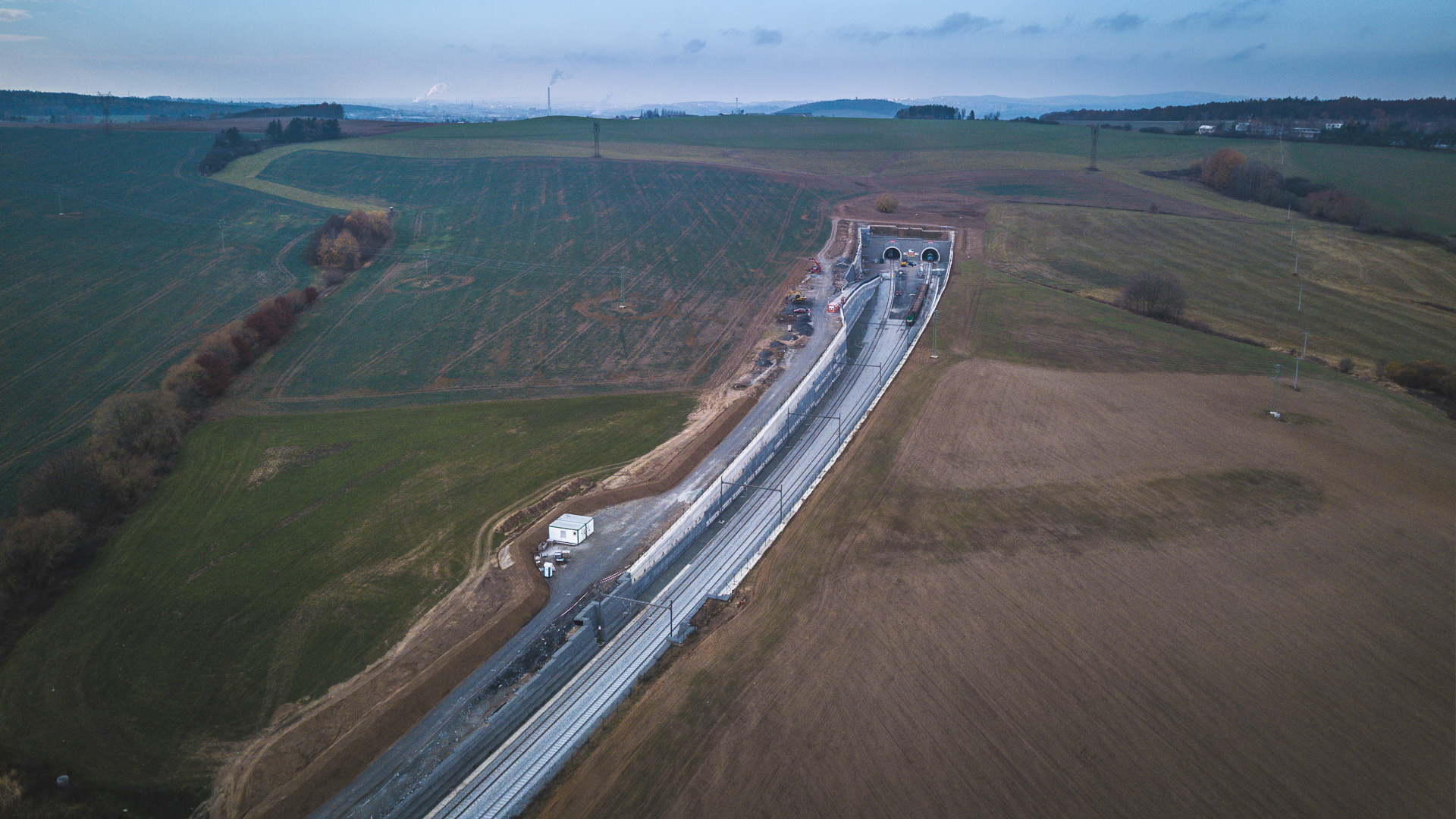
Tunnel ferroviaire d'Ejpovice.

## Transports
Par la route, Kyšice se trouve à 9 km de Plzeň et à 88 km de Prague.
Une entrée du tunnel d'Ejpovice (en tchèque : Ejpovický tunel) se trouve sur le territoire de la commune. Ce tunnel ferroviaire à deux tubes sur la ligne Prague-Plzeň raccourcit la durée du trajet de 11 à 20 minutes. Depuis sa mise en service en 2018, c'est le plus long tunnel ferroviaire du pays (4 150 m). Le tunnel autorise une vitesse de 200 km/h.